# 段達
段 達（だん たつ、? - 621年6月5日）は、北周から隋にかけての人物。本貫は武威郡姑臧県。

## 生涯
北周のとき、わずか3歳で襄垣県公を承継した。長じてからは、身長8尺で、美しい髭をたくわえ、弓馬に熟達していた。
楊堅が丞相となり、大都督として兵を領すると、常に段達を左右に置いた。
楊堅が隋を開くと、段達は、左直斎となり、車騎将軍に昇任し、晋王楊広の参軍を兼任した。
高智慧・李積らが乱を起こした際、段達は、1万の兵を率いて方州・滁州を平定したため、恩賞として、絹布千段が与えられたほか、儀同三司を授けられた。
また、宣州において汪文進を破った際には、開府の権限を加えられ、奴婢50口と綿絹四千段が与えられた。
仁寿年間の初めには、太子楊広の太子左衛副率となった。
大業年間の初めには、旧臣であることを理由に、煬帝（楊広）から左翊衛将軍に任ぜられた。
吐谷渾攻略のため西征した際には、金紫光禄大夫に進んだ。
煬帝が高句麗攻略のため遼東に進むと、百姓は苦しみ、平原の郝孝徳や、清河の張金称らが乱を起こし、城邑を攻撃したため、郡県はこれを統制することができなかった。煬帝は、段達を出陣させ、張金称らはたびたび敗退し、死傷者の数は甚大であった。反乱軍は、段達を軽視しており、段達のことを「段姥」と呼称していた。後に、鄃県県令楊善会の計略を用い、大いに勝利した。京師に帰還すると、朝廷から退いた。
大業9年（613年）、煬帝が再び遼東へ遠征し、段達は、涿郡の留守となった。まもなく、段達は、再び左翊衛将軍となった。
高陽郡の魏刀児が十余万を合して歴山飛と称し、燕・趙の地に侵入して騒擾を起こした。段達は、涿郡通守郭絢を率いて魏刀児を撃退した。当時、反乱軍の数は多数であり、官軍は戦うことを嫌ったため、段達は、勝機がないとして、防衛に専念したが、兵は糧食を消費するのみで、得るものがなく、当時、京師では、段達が臆病であると噂されていた。
大業12年（616年）、煬帝は江都に南幸し、詔書を発して段達と太府寺卿元文都を東都洛陽の留守に任命した。李密が瓦崗軍を率いて洛口を拠点とし、兵を率いて城下に侵入して騒擾を起こした際、段達は、監門郎将龐玉と虎牙郎将霍世挙とともに、兵を率いて城外に出て防衛した。この戦いで、段達は功績があったため、左驍衛大将軍に昇任した。
王世充が敗退すると、李密が北邙山に拠って再び侵攻し、上春門に到達したため、段達は、判左丞郭文懿・民部尚書韋津とともに出兵して防衛した。段達は、瓦崗軍を見るや、戦わずして逃走したため、李密は、これに乗じ、隋軍を大敗させ、韋津が捕虜となったことから、瓦崗軍は日に日に勢力を増大させた。
煬帝が江都において宇文化及に殺害されると、段達は、元文都らとともに越王楊侗を即位させ、段達は、開府儀同三司に任ぜられ、納言を兼ね、陳国公に封ぜられた。元文都らが王世充を誅殺しようと画策した際、段達は、これを王世充に密告し、王世充に内応した。この事件の後、恭帝侗は、元文都を捕えて王世充に差し出すこととなり、王世充は、段達を非常に尊重した。
李密が敗れた後、段達らは、恭帝侗をして王世充に九錫を加えさせ、さらに禅譲を行わせた。王世充は、鄭の皇帝を自称し、段達は、司徒となった。
李世民が東都洛陽を平定した後、段達は誅殺され、妻子は財産を没収された。

## 家族

### 祖父母
- 祖父：段縁（北魏の驃騎大将軍・通直散騎常侍・司空・雁門郡公）

### 父母
- 父：段厳（北周の左衛大将軍・開府儀同三司・左光禄大夫・朔州刺史[60][61]・襄垣県公）

### 子孫
- 子：段師（隋の左千牛衛（中国語版）・太子左内率・太常寺卿・殷州刺史）
- 孫：段瑋 - 隋の大業10年（614年）に建節尉に初任される。大業12年（616年）に奉車都尉を授される。唐の咸亨元年（670年）8月30日没。享年72歳。
- 曾孫：段懐節